# Campeonato Cearense de Futebol de 2022 - Série B
O Campeonato Cearense de Futebol de 2022 - Série B (oficialmente, Campeonato Cearense da Série B 2022) foi a 30ª edição do torneio, organizado pela Federação Cearense de Futebol.

## Regulamento
O campeonato foi dividido em duas fases. Na Primeira Fase as equipes se enfrentaram todos contra todos, em turno único, onde os cinco primeiros colocados se classificaram para a próxima fase. Na Segunda Fase as cinco equipes jogaram em turno único, sagrando-se campeã a que melhor pontuar e, junto com a segunda colocada, foram promovidas para o  Campeonato Cearense de 2023. Os dois piores colocados da Primeira Fase foram rebaixados para o Campeonato Cearense da Terceira Divisão de 2023. Os critérios de desempate foram:
1. Maior número de vitórias;
2. Maior saldo de gols;
3. Maior número de gols pró;
4. Confronto direto (entre dois clubes somente);
5. Sorteio.

## Participantes
| Barbalha Futebol Clube | Barbalha          | 8º (Série A) | Lírio Callou (3.000)       | 1 (2018)                    |
| Cariri Football Club | Juazeiro do Norte | 6°           | Arena Romeirão (10.000)    | 0 (não possui)              |
| Floresta Esporte Clube | Fortaleza         | 7°           | Presidente Vargas (20.268) | 0 (não possui)              |
| Guarani Esporte Clube | Juazeiro do Norte | 1° (Série C) | Arena Romeirão (10.000)    | 2 (2004 e 2006)             |
| Guarany Sporting Club | Sobral            | 7° (Série A) | Junco (8.585)              | 4 (1966, 1999, 2005 e 2008) |
| Horizonte Futebol Clube | Horizonte         | 3°           | Domingão (10.500)          | 1 (2007)                    |
| Itapipoca Esporte Clube | Itapipoca         | 8°           | Perilão (10.000)           | 2 (2002 e 2013)             |
| Maranguape Futebol Clube | Maranguape        | 4°           | Moraisão (5.000)           | 0 (não possui)              |
| Grêmio Recreativo Pague Menos | Fortaleza         | 2° (Série C) | Presidente Vargas (20.268) | 0 (não possui)              |
| Associação Esportiva Tiradentes | Fortaleza         | 5°           | Presidente Vargas (20.268) | 2 (1968 e 2015)             |
| Fortaleza Barbalha Cariri Guarani Guarany Horizonte Itapipoca Maranguape Fortaleza: Floresta Pague Menos TiradentesLocalização das equipes do estado. |                   |              |                            |                             |

## Técnicos
| Equipe              | Técnico                                                  |
| ------------------- | -------------------------------------------------------- |
| Barbalha            | Jorge Távora (1ª—5ª) Márcio Allan (6ª—2ª fase)           |
| Cariri              | Washington Luiz (1ª—9ª, 1ª fase)                         |
| Floresta            | Raimundo Wagner (1ª—2ª fase)                             |
| Guarani de Juazeiro | Lamar Lima (1ª—2ª fase)                                  |
| Guarany de Sobral   | Vladimir de Jesus (1ª—3ª) Júnior Amorim (4ª—9ª, 1ª fase) |
| Horizonte           | Marcone Montenegro (1ª—2ª fase)                          |
| Itapipoca           | Júnior Cearense (1ª—)                                    |
| Maranguape          | Coelho (1ª—4ª) Vladimir de Jesus (5ª—9ª, 1ª fase)        |
| Pague Menos         | Frank Santos (1ª—2ª fase)                                |
| Tiradentes          | Reginaldo França (1ª——9ª, 1ª fase)                       |

## Primeira Fase

### Classificação
Atualizado em 29/06 

### Confrontos
Para ler a tabela, a linha horizontal representa os jogos da equipe como mandante. A coluna vertical indica os jogos da equipe como visitante.
|  |                     |  |        |  |                      |
|  | Vitória do Mandante |  | Empate |  | Vitória do Visitante |

- W.O. ^  O Guarani de Juazeiro não viajou para a estreia contra o Guarany de Sobral e a partida então foi decidida por W.O. a favor do clube de Sobral.[4]

## Segunda Fase

### Confrontos
Para ler a tabela, a linha horizontal representa os jogos da equipe como mandante. A coluna vertical indica os jogos da equipe como visitante.
|  |                     |  |        |  |                      |
|  | Vitória do Mandante |  | Empate |  | Vitória do Visitante |

### Campeão
| Campeão Cearense da Segunda Divisão 2022 |
| Juazeiro do Norte                        |
| ---------------------------------------- |
| Guarani de Juazeiro Campeão (3.º título) |

## Artilharia
| Gols | Jogador         | Time                |
| ---- | --------------- | ------------------- |
| 4    | Bruno Ocara     | Tirol               |
| 4    | Índio Potiguar  | Itapipoca           |
| 3    | Dentinho        | Horizonte           |
| 3    | Tiaguinho       | Guarani de Juazeiro |
| 2    | Araújo          | Floresta            |
| 2    | Nael            | Cariri              |
| 2    | Palominha       | Horizonte           |
| 2    | Papel           | Guarany de Sobral   |
| 2    | Siloé           | Floresta            |
| 2    | Victor Salvador | Floresta            |